# NGC 39
NGC 39 je spirální galaxie vzdálená od nás zhruba 199 milionů světelných let nacházející se v souhvězdí Andromedy.